# Wario (serie de jocuri)

Sigla WarioWare

WarioWare, Inc.: Mega Party Game$!

Wario este o franciză media controlată de Nintendo și creată de Gunpei Yokoi în anul 1994 (și-a sărbătorit cea de-a treisprezecea aniversare pe 21 ianuarie 2007). Personajul principal al acestor jocuri este Wario, varianta vicleană și lacomă a lui Mario. Acesta este mereu îmbrăcat în galben și are pe șapcă W în loc de M, cum are Mario. A apărut pentru prima dată ca un personaj negativ în Super Mario Land 2: 6 Golden Coins de pe Game Boy, producându-se apoi o serie spin-off, asemenea lui Yoshi și Donkey Kong. WarioWare este de asemenea o serie spin-off a francizei Wario, jocurile fiind de fapt o colecție de microgame-uri simple și scurte. În această serie, protagonistul principal, Wario, conduce propria sa firmă, WarioWare, Inc..

## Jocuri video
Vezi: Lista jocurilor video Wario
Seria de jocuri video Wario este una dintre cele mai populare francize de platformă de la Nintendo. Wario va apărea și în seria de jocuri Super Smash Bros., alături de alte personaje cunoscute de la Nintendo.
Informații
Wario a apărut ca personaj negativ în multe jocuri, cum ar fi: Super Mario Land 2: 6 Golden Coins de pe Game Boy, Wario' Land de pe NES și Super NES, Wario Blast: Featuring Bomberman! de pe Game Boy și Dr. Mario 64 de pe Nintendo 64. Datorită faptului că Wario a apărut în multe dintre toate jocurile Mario, de la Mario Kart 64 până în prezent, cei de la Nintendo s-au gândit să-i creeze și lui un frate, și astfel a apărut Waluigi. Acesta este varianta negativă a lui Luigi, văzut de cele mai multe ori îmbrăcat în mov. El are pe șapca sa Γ în loc de L, cum are Luigi.